# 中区 (ソウル特別市)

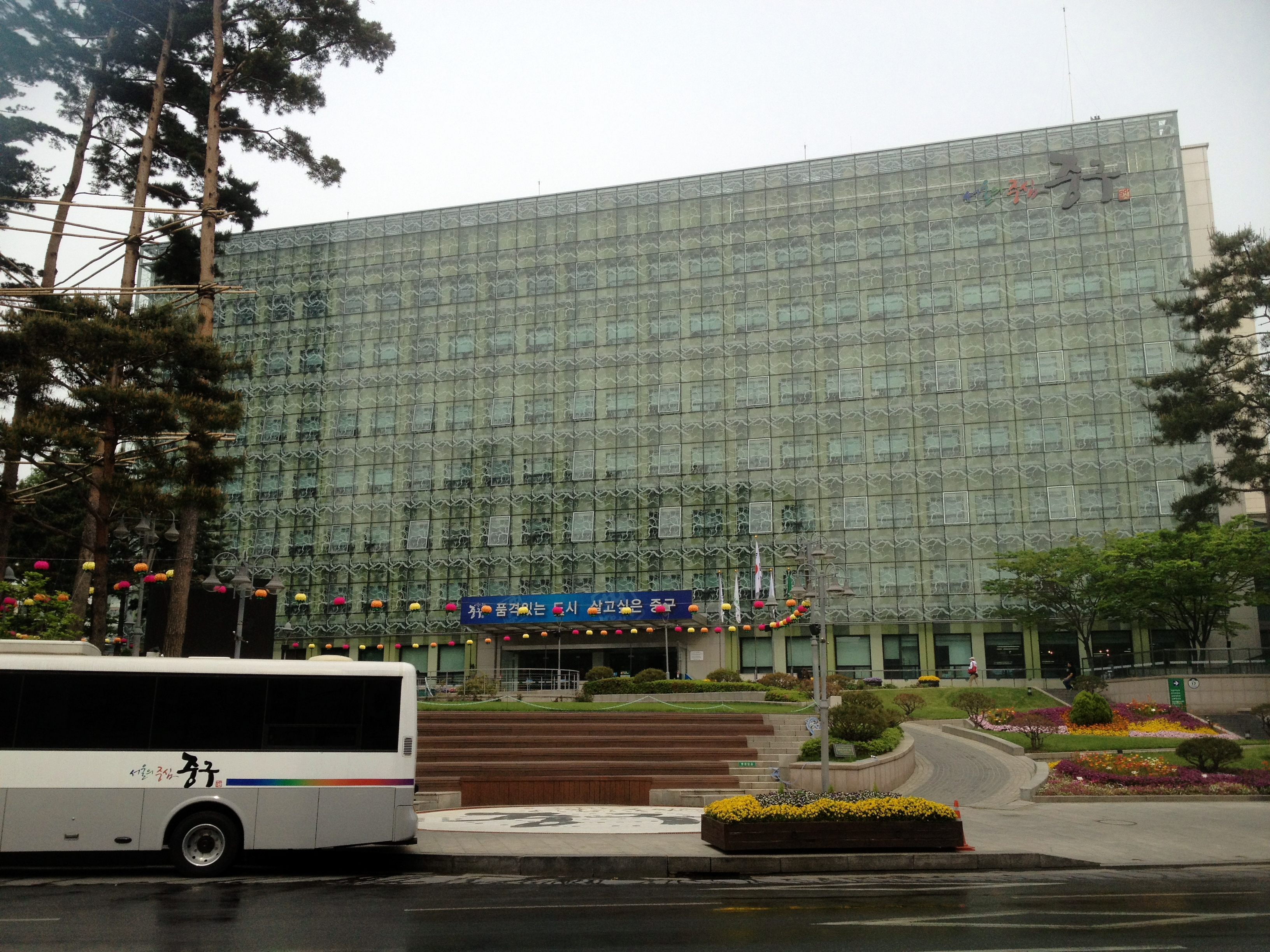
中区庁

中区（チュンく/ちゅうく）は、大韓民国のソウル特別市都心部にある区。官庁や大企業本社、金融機関（特に南大門市場に）などが多い。若者が多く集まる明洞や、南大門市場、東大門ファッションタウンなどの繁華街もあり、韓国の経済、商業、文化の中心となっている。南部には南山がありソウル市民の憩いの場となっている。

## 歴史
1395年に現在のソウルが首都となり、隣接する鍾路区のあたりに都が建設された。その後、都の拡大とともに中区のあたりも重要性が増していった。日本統治時代の1943年に中区が誕生。その後1975年10月1日に他区の一部を編入し面積がおよそ1.5倍に大きく広がった。
- 1943年6月10日 京畿道京城府北米倉町、南米倉町、長谷川町、太平通、南大門町、蓬莱町、旭町、長橋町、武橋町、茶屋町、明治町、南山町、永楽町、本町、大和町、鋳町、日之出町、倭城台町、東西軒町、西四軒町、新町、花園町、並木町、光熙町、初音町、桜井町、黄金町、舟橋町、芳山町、笠井町、林町、若草町の区域をもって、京畿道京城府中区を設置。
- 1946年10月1日 区内の「町」を「洞」に改称。
- 1975年10月1日
  - 西大門区から西小門洞、貞洞、巡和洞、義州路、中林洞および忠正路の一部を編入。
  - 城東区から黄鶴洞、舞鶴洞、興仁洞、新堂洞および上往十里洞の一部を編入。
  - 龍山区から漢南洞の一部を編入。

### 2019年ボイコットジャパン運動の展開
2019年8月3日、日本によるキャッチオール規制の運用の見直し（韓国の優遇措置見直し）が閣議決定されると、中区は独自にボイコットジャパン運動の旗1100枚を制作。8月6日から明洞など日本人が多く訪れる観光地を含む区内各所に掲げ始めた。これに対し、反日旗設置に反対するオンライン上の請願書に約2万人が署名。区は掲揚を始めた当日中にボイコット旗の撤去を決定した。

## 行政

### 行政区域

行政区域図

幾度かの洞の統合を経て、現在は15の洞が存在する。2019年現在の区長は徐良鎬（ソ・ヤンホ）。
| 行政洞    | 法定洞 |
| --------- | --- |
| 小公洞    | 北倉洞、小公洞、西小門洞、貞洞、巡和洞、太平路2街、義州路1街、忠正路1街、南大門路2街、南大門路3街、南大門路4街、蓬莱洞1街 |
| 会賢洞    | 蓬莱洞2街、南倉洞、南大門路5街、巡和洞、会賢洞1街、会賢洞2街、蓬莱洞1街、南大門路3街、南大門路4街、忠武路1街 |
| 明洞      | 武橋洞、茶洞、太平路1街、乙支路1街、乙支路2街、南大門路1街、三角洞、水下洞、長橋洞、水標洞、南大門路2街、会賢洞1街、会賢洞2街、会賢洞3街、忠武路1街、忠武路2街、明洞1街、明洞2街、南山洞1街、南山洞2街、南山洞3街、苧洞1街、芸場洞 |
| 筆洞      | 忠武路4街、忠武路5街、墨井洞、筆洞1街、筆洞2街、筆洞3街、南学洞、鋳字洞、芸場洞、奨忠洞2街、忠武路3街 |
| 奨忠洞    | 墨井洞、奨忠洞1街、奨忠洞2街 |
| 光熙洞    | 忠武路4街、忠武路5街、仁峴洞2街、芸館洞、光熙洞1街、光熙洞2街、双林洞、乙支路6街、乙支路7街、五壮洞 |
| 乙支路洞  | 乙支路4街、乙支路5街、舟橋洞、芳山洞、乙支路3街、笠井洞、山林洞、草洞、仁峴洞1街、苧洞2街 |
| 新堂洞    | 新堂洞、興仁洞、舞鶴洞 |
| 茶山洞    | 新堂洞 |
| 薬水洞    | 新堂洞 |
| 青丘洞    | 新堂洞 |
| 新堂第5洞 | 新堂洞 |
| 東化洞    | 新堂洞 |
| 黄鶴洞    | 黄鶴洞 |
| 中林洞    | 中林洞、万里洞1街、万里洞2街、義州路2街 |

### 警察
- ソウル特別市警察庁
  - ソウル中部警察署
  - ソウル南大門警察署

### 消防
- 中部消防署

## 教育

### 大学
- 東国大学校
- 国立医療院看護大学

## 観光
- 崇礼門
- 南大門市場
- 明洞
- 明洞聖堂
- 南山
- ソウルタワー
- ソウル広場
- 徳寿宮
- 忠武路
- 国立劇場
- 韓屋村

## 交通

### 鉄道
- 韓国鉄道公社京釜線・京義線・KORAIL空港鉄道：ソウル駅[4]
- ソウル交通公社
  - 1号線：市庁駅 - ソウル駅駅[4]
  - 2号線：市庁駅 - 乙支路入口駅 - 乙支路3街駅 - 乙支路4街駅 - 東大門歴史文化公園駅 - 新堂駅
  - 3号線：乙支路3街駅 - 忠武路駅 - 東大入口駅 - 薬水駅
  - 4号線：東大門歴史文化公園駅 - 忠武路駅 - 明洞駅 - 会賢駅
  - 5号線：西大門駅※ - （鍾路区通過） - 乙支路4街駅 - 東大門歴史文化公園駅 - 青丘駅
  - 6号線：ポティゴゲ駅 - 薬水駅 - 青丘駅 - 新堂駅